# Dance on a volcano
Dance on a volcano is een lied van Genesis.
Het is de openingstrack van het album A Trick of the Tail, hetgeen inhield dat het het eerste nummer dat op elpee te horen was zonder de stem van de vertrokken zanger Peter Gabriel. De band had na zijn vertrek niet aangekondigd wie de nieuwe zanger zou zijn. Onzeker was de band omtrent de zangkwaliteiten van Phil Collins en of die voldoende waren om de band te dragen. Bassist Mike Rutherford constateerde later dat Dance on a volcano het eerste nummer was dat ook daadwerkelijk geschreven werd in het Gabrielloze tijdperk en ook dat het makkelijk uit de pen kwam. Het zou volgens hem ook laten horen hoe de band zich had ontwikkeld. Het nummer staat vol met tempowisselingen.
Alhoewel de teksten al via de elpee in 1976 meegeleverd werden, is nog niet duidelijk waar het lied overgaat. Dance on a volcano kan wijzen op een instabiele situatie (je loopt in een krater die elk moment kan openbarsten). Een variant daarvan is Dansen op de vulkaan van De Dijk. Anderen zagen er verwijzigen in naar de loopgravenoorlog ("crack in the earth") tijdens de Eerste Wereldoorlog met zenuwgasaanvallen ("Crosses of green" en "Crosses of blue" zouden staan voor twee gassen die het ademhalingssysteem aantasten) en de slachtoffers ("your friends didn’t make it through").
Dance on a volcano is daarbij een up-temponummer en kent in de laatste track van het album Los endos een afsluiting dat teruggrijpt op Dance on a volcano. De nummers werden daarbij soms samen achter elkaar gespeeld, maar ook los van elkaar. Dance on a volcano zou tijdens diverse Genesis-concertreeksen gespeeld worden, hetgeen blijkt uit de diverse liveregistraties die van dit nummer bekend zijn. Ook nadat de band was opgeheven bleef het terugkomen tijdens Genesis Revisited-concerten en albums van gitarist Steve Hackett, waarbij hij muziek van Genesis en uit zijn solocarrière speelde. Ook allerlei bands die zich in de muziek van Genesis verdiepten zoals Nursery Cryme en Seconds Out speelden het. 
Mekong Delta nam het rond 1992 op voor hun album Kaleidoscope.
Jordan Rudess nam het op voor zijn album The Road Home uit 2007, een eerbetoon aan progressieve rock uit de jaren zeventig. Zanger van dat nummer op het album was Neal Morse, voormalig zanger van Spock's Beard, die in hun beginjaren de muziek van Genesis als inspiratiebron gebruikte.